# Salmo 127

Escudo de armas del ayuntamiento de Edimburgo, con el lema en latín Nisi Dominus Frustra («Sin el Señor, [todo es] en vano»)

El Salmo 127 es el salmo 127 del Libro de los Salmos, que comienza en inglés en la Versión King James: «Si el Señor no construye la casa». En latín, se conoce por el íncipit de sus dos primeras palabras, «Nisi Dominus». Es uno de los 15 «Cánticos de los peregrinos» y el único de ellos atribuido a Salomón en lugar de a David.
En el sistema de numeración ligeramente diferente utilizado en la Septuaginta griega y la Vulgata latina, este salmo es el «Salmo 126».
El texto está dividido en cinco versículos. Los dos primeros expresan la idea de que «sin Dios, todo es en vano», popularmente resumida en latín en el lema Nisi Dominus Frustra. Los tres versículos restantes describen a la descendencia como la bendición de Dios.
El salmo forma parte habitual de las liturgias judía, católica, luterana, anglicana y otras liturgias protestantes. El texto de la Vulgata Nisi Dominus se puso en música en numerosas ocasiones durante los períodos renacentista y barroco, a menudo como parte de las vísperas, incluyendo la como parte de su Vespro della Beata Vergine de 1610, Marc-Antoine Charpentier (3 versiones), H 150, H 160, H 231, Nisi Dominus de Händel (1707) (1707) y dos arreglos de Antonio Vivaldi. Compositores como  Adam Gumpelzhaimer y Heinrich Schütz pusieron la canción alemana «Wo Gott zum Haus».

## Texto
La siguiente tabla muestra el texto en hebreo del Salmo con vocales, junto con el texto griego koiné de la Septuaginta y la traducción al español de la Biblia del Rey Jacobo. Tenga en cuenta que el significado puede diferir ligeramente entre estas versiones, ya que la Septuaginta y el texto masorético provienen de tradiciones textuales diferentes. En la Septuaginta, este salmo está numerado como Salmo 126.
| # | Hebreo                                                                                        | Español | Griego |
| - | --------------------------------------------------------------------------------------------- | --- | --- |
| 1 | שִׁ֥יר הַֽמַּעֲל֗וֹת לִשְׁלֹ֫מֹ֥ה אִם־יְהֹוָ֤ה ׀ לֹא־יִבְנֶ֬ה בַ֗יִת שָׁ֤וְא עָמְל֣וּ בוֹנָ֣יו בּ֑וֹ אִם־יְהֹוָ֥ה לֹא־יִשְׁמׇר־עִ֝֗יר שָׁ֤וְא ׀ שָׁקַ֬ד שׁוֹ מֵֽר׃ | (A Cánticos de Ascensión para Salomón.) Si el Señor no construye la casa, en vano se esfuerzan los que la construyen; si el Señor no guarda la ciudad, en vano vigila el centinela. | ᾿ῼδὴ τῶν ἀναβαθμῶν. - ΕΑΝ μὴ Κύριος οἰκοδομήσῃ οἶκον, εἰς μάτην ἐκοπίασαν οἱ οἰκοδομοῦντες· ἐὰν μὴ Κύριος φυλάξῃ πόλιν, εἰς μάτην ἠγρύπνησεν ὁ φυλάσσων. |
| 2 | שָׁ֤וְא לָכֶ֨ם מַשְׁכִּ֪ימֵֽי ק֡וּם מְאַחֲרֵי־שֶׁ֗בֶת אֹ֭כְלֵי לֶ֣חֶם הָעֲצָבִ֑ים כֵּ֤ן יִתֵּ֖ן לִידִיד֣וֹ שֵׁנָֽא׃                               | Es vano que os levantéis temprano, que os quedéis hasta tarde, que comáis el pan de la aflicción, porque así da el sueño a sus amados.                                              | εἰς μάτην ὑμῖν ἐστι τὸ ὀρθρίζειν, ἐγείρεσθαι μετὰ τὸ καθῆσθαι, οἱ ἐσθίοντες ἄρτον ὀδύνης, ὅταν δῷ τοῖς ἀγαπητοῖς αὐτοῦ ὕπνον.                            |
| 3 | הִנֵּ֤ה נַחֲלַ֣ת יְהֹוָ֣ה בָּנִ֑ים שָׂ֝כָ֗ר פְּרִ֣י הַבָּֽטֶן׃                                                              | He aquí, los hijos son herencia del Señor: y el fruto del vientre es su recompensa.                                                                                                 | ἰδοὺ ἡ κληρονομία Κυρίου υἱοί, ὁ μισθὸς τοῦ καρποῦ τῆς γαστρός.                                                                                          |
| 4 | כְּחִצִּ֥ים בְּיַד־גִּבּ֑וֹר כֵּ֝֗ן בְּנֵ֣י הַנְּעוּרִֽים׃                                                                | Como flechas en la mano de un valiente, así son los hijos de la juventud. | ὡσεὶ βέλη ἐν χειρὶ δυνατοῦ, οὕτως οἱ υἱοὶ τῶν ἐκτετιναγμένων.                                                                                            |
| 5 | אַשְׁרֵ֤י הַגֶּ֗בֶר אֲשֶׁ֤ר מִלֵּ֥א אֶת־אַשְׁפָּת֗וֹ מֵ֫הֶ֥ם לֹֽא־יֵבֹ֑שׁוּ כִּֽי־יְדַבְּר֖וּ אֶת־אוֹיְבִ֣ים בַּשָּֽׁעַר׃                               | Feliz es el hombre que tiene su aljaba llena de ellos: no serán avergonzados, sino que hablarán con los enemigos en la puerta.                                                      | μακάριος ὃς πληρώσει τὴν ἐπιθυμίαν αὐτοῦ ἐξ αὐτῶν· οὐ καταισχυνθήσονται, ὅταν λαλῶσι τοῖς ἐχθροῖς αὐτῶν ἐν πύλαις.                                       |

### Versión Reina-Valera
1. Si no es el Señor quien edifica la casa, en vano trabajan los que la construyen; si no es el Señor quien guarda la ciudad, en vano vela el vigilante.
2. Es inútil que te levantes temprano, que te acuestes tarde, que comas el pan de las penas, porque así es como él da a su amada el sueño.
3. He aquí, los hijos son herencia del Señor; y el fruto del vientre es su recompensa.
4. Como flechas están en la mano de un hombre poderoso; así están los hijos de la juventud.
5. Dichoso el hombre que tiene su aljaba llena de ellos: no serán avergonzados, sino que hablarán con los enemigos en la puerta.

## Comentarios

### De la Iglesia católica

#### A todo el salmo
Este salmo, entendido como canto de peregrinación, expresa las emociones del creyente al entrar en el Templo de Jerusalén, edificado por Salomón, a quien se le atribuye tradicionalmente su autoría, tal vez por ese motivo. A diferencia del salmo anterior (Sal 126), que celebra las grandes obras de Dios con su pueblo, este resalta las bendiciones concedidas a sus fieles. La primera sección (vv. 1-2) subraya que todo esfuerzo humano resulta estéril si no cuenta con la ayuda divina. En cambio, la segunda (vv. 3-4) destaca la fecundidad y la prosperidad que acompañan a quienes viven bajo el favor de Dios. El salmo se articula en torno al término «casa», que alude tanto a la construcción material como a la familia, reforzado por el juego de palabras en hebreo entre “edificar” e “hijos”. La enseñanza central —la confianza en la acción de Dios— es retomada por Jesús en los Evangelios. Invita a confiar en la Providencia, como lo muestra al hablar del cuidado que Dios tiene por la hierba del campo (Mt 6,25-34) y en la parábola de la semilla que crece por sí sola mientras el sembrador duerme (Mc 4,26-29), imagen del crecimiento del Reino de Dios.

#### A los versículos 1-2
Agustín de Hipona interpreta las palabras iniciales del salmo —«Si el Señor no construye la casa, en vano se afanan los albañiles»— aplicándolas a la edificación de la Iglesia. Según él, esta «casa» no puede levantarse únicamente con esfuerzo humano, sino que requiere la acción del mismo Dios. La Iglesia, como comunidad de creyentes, sólo crece y permanece si Dios es quien la edifica desde sus fundamentos. Esta lectura destaca la primacía de la gracia divina sobre cualquier esfuerzo humano. San Agustín señala que, sin el auxilio del Señor, todo trabajo espiritual —ya sea la predicación, la conversión o la organización de la comunidad— resulta inútil. Así, la experiencia del agricultor que depende del cielo para su cosecha sirve como imagen de la total dependencia del hombre respecto a Dios en la vida de fe. Por tanto, el salmo no sólo exhorta a confiar en Dios para los asuntos cotidianos, sino que también ofrece una enseñanza teológica profunda sobre la Iglesia y la vida espiritual: todo verdadero fruto proviene de la acción divina.

¿Quiénes son los que trabajan en esta construcción? Todos los que predican la palabra de Dios en la Iglesia, los dispensadores de los misterios de Dios. Todos nos esforzamos, todos trabajamos, todos construimos ahora; y también antes de nosotros se esforzaron, trabajaron, construyeron otros; pero, si el Señor no construye la casa, en vano se cansan los albañiles. (…) Nosotros, por tanto, os hablamos desde el exterior, pero es Él quien edifica desde dentro. Nosotros podemos saber cómo escucháis, pero cómo pensáis sólo puede saberlo aquel que ve vuestros pensamientos. Es Él quien edifica, quien amonesta, quien amedrenta, quien abre el entendimiento, quien os conduce a la fe; aunque nosotros cooperamos también con nuestro esfuerzo»

Hilario de Poitiers hace al respecto las siguientes consideraciones:

Si el Señor no construye la casa, en vano se cansan los albañiles. Sois templo de Dios y el Espíritu de Dios habita en vosotros. Éste es, pues, el templo de Dios, lleno de su doctrina y de su poder, capaz de contener al Señor en el santuario del corazón. Sobre esto ha hablado el profeta en el salmo: Santo es tu templo, admirable por su justicia. La santidad, la justicia y la continencia humana son un templo para Dios. Dios debe, pues, construir su casa. Construida por manos de hombres, no se sostendría; apoyada en doctrinas del mundo, no se mantendría en pie; protegida por nuestros ineficaces desvelos y trabajos, no se vería segura. Esta casa debe ser construida y custodiada de manera muy diferente: no sobre la tierra ni sobre la movediza y deslizante arena, sino sobre sus propios fundamentos, los profetas y los apóstoles. Esta casa debe construirse con piedras vivas, debe encontrar su trabazón en Cristo, la piedra angular, debe crecer por la unión mutua de sus elementos hasta que llegue a ser el varón perfecto y consiga la medida de la plenitud del cuerpo de Cristo; debe, en efecto, adornarse con la belleza de las gracias espirituales y resplandecer con su hermosura.

#### A los versículos 3-5
El salmo afirma que los hijos son un regalo del Señor (v. 3), una bendición que proporciona seguridad tanto en el ámbito personal como en el social (vv. 4-5). En el contexto bíblico, tener muchos hijos no solo era motivo de alegría familiar, sino también un signo visible del favor de Dios. La expresión «en la puerta» —referida a la puerta de la ciudad— alude al lugar donde se resolvían los asuntos legales y se celebraban los juicios públicos. Allí, el padre rodeado de sus hijos no se sentirá avergonzado ni indefenso, porque su descendencia le da apoyo, honor y protección. La imagen refuerza la idea de que la bendición divina no solo se manifiesta en el trabajo o en la edificación de la casa, sino también en la continuidad familiar y en la posición social que otorgan los hijos. En resumen, el salmo enseña que todo lo esencial en la vida —el hogar, el sustento, la familia y el reconocimiento social— proviene de la bondad de Dios, y no del mero esfuerzo humano.

## Autoría
Según la tradición judía, el Salmo 127 fue escrito por David y dedicado a su hijo Salomón, quien construiría el Primer Templo. Según Radak, los versículos 3-5, que hacen referencia a los «hijos», expresan los sentimientos de David hacia su hijo Salomón; según Rashi, estos versículos se refieren a los estudiantes de un erudito de la Torá, a los que llama sus «hijos».
La inscripción del salmo lo llama «de Salomón», pero el teólogo cristiano Albert Barnes señaló que «en las versiones siríacas, el título es: «De los Salmos de la Ascensión; dichos por David en relación con Salomón; también se dijo de Hageo y Zacarías, que instaron a la reconstrucción del Templo». La versión autorizada describe el salmo como «un Canto de grados para Salomón», y los traductores de Wycliffe reconocieron ambas opciones. Isaac Gottlieb, de la Universidad Bar Ilán, sugiere que la referencia en el versículo 2 a «su amada» (yedido) «recuerda el otro nombre de Salomón, Yedidiah». 

## Temas
Charles Spurgeon llama al Salmo 127 «El salmo del constructor», señalando la similitud entre las palabras hebreas para hijos (banim) y constructores (bonim). Escribe:
Aquí se nos enseña que los constructores de casas y ciudades, sistemas y fortunas, imperios e iglesias trabajan en vano sin el Señor; pero bajo el favor divino disfrutan de un descanso perfecto. Los hijos, que en hebreo se denominan «constructores», se presentan como constructores de familias bajo la misma bendición divina, para gran honor y felicidad de sus padres. 
Spurgeon también cita al predicador inglés Henry Smith (1560-1591): «Bien llama David a los hijos «flechas» [v. 4]; porque si son bien educados, disparan a los enemigos de sus padres; y si son mal educados, disparan a sus padres».
El Midrash Tehillim interpreta los versículos iniciales del salmo como una referencia a los maestros y estudiantes de la Torá. Sobre los centinelas de la ciudad mencionados en el versículo 1, Rabí Hiyya, Rabí Yosi, y Rabí Ammi dijeron: «Los [verdaderos] centinelas de la ciudad son los maestros de las Escrituras y los instructores de la Ley Oral». Sobre «el Señor da» en el versículo 2, el Midrash explica que Dios «da» vida en el mundo venidero a las esposas de los eruditos de la Torá porque se privan de dormir para mantener a sus maridos. 

## Como parte de la estructura de los Salmos de Ascensión
Un erudito bíblico, Earnst Wilhelm Hengstenberg, hizo las siguientes observaciones sobre cómo el Salmo 127 es el centro de una delicada estructura en los Salmos de Ascensión, del Salmo 120 al Salmo 134:
El conjunto se agrupa en torno al Salmo 127, que fue compuesto por Salomón, y que se encuentra en medio entre el primero y el último de los poemas peregrinos. A ambos lados hay una heptada [una agrupación de siete] de Cantos de peregrinación, que consta de dos cantos de David y cinco nuevos que no tienen nombre... Cada heptada contiene el nombre Yahvé 24 veces.

## Traducción

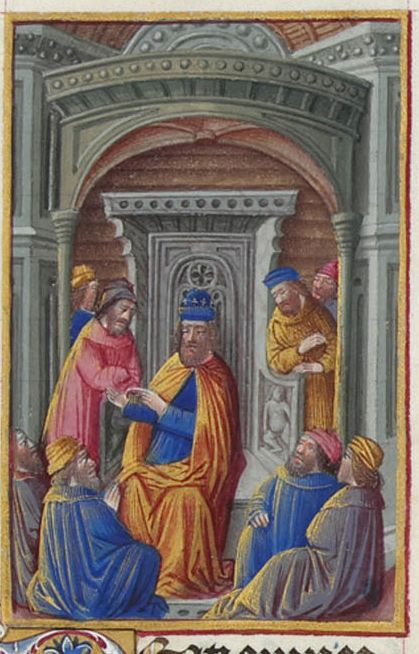
Folio 56r, Salmo CXXVII

La traducción del salmo ofrece dificultades, especialmente en los versículos 2 y 4. Jerónimo, en una carta a Marcela (fechada en el año 384 d. C.), lamenta que las notas de Orígenes sobre este salmo ya no existieran, y comenta las diversas traducciones posibles de לֶחֶם הָעֲצָבִים (KJV «pan de dolores», según el panem doloris de la Vulgata clementina; la propia traducción de Jerónimo fue panem idolorum, «pan de ídolos», siguiendo la Septuaginta (LXX), y de בְּנֵי הַנְּעוּרִֽים (KJV «hijos de la juventud», traducido en LXX como υἱοὶ τῶν ἐκτετιναγμένων «hijos de los marginados»).
Hay dos posibles interpretaciones de la frase כֵּן יִתֵּן לִֽידִידֹו שֵׁנָֽא (KJV: «porque así da sueño a sus amados»): La palabra «sueño» puede ser el objeto directo (como en KJV, siguiendo a LXX y Vulgata), o un acusativo usado adverbialmente, «en sueño», es decir, «mientras duermen». Esta última interpretación se ajusta mucho mejor al contexto del versículo, al contrastar a los «amados del Señor» que reciben el éxito sin esfuerzo, por así decirlo «mientras duermen», con el trabajo doloroso e infructuoso de aquellos que no son tan bendecidos, un sentimiento paralelo al de Proverbios 10:22 (RV «La bendición del SEÑOR enriquece, y no añade tristeza con ella»). Keil y Delitzsch (1883) aceptan la lectura del acusativo como adverbial, parafraseando «Dios da a su amado en el sueño, es decir, sin actividad propia inquieta, en un estado de renuncia que olvida el yo y de entrega modesta y tranquila a Él». 
Las traducciones inglesas de la Biblia se han mostrado reacias a enmendar la traducción, debido a la antigua asociación de este versículo con el sueño como don de Dios. Abraham Cronbach (1933) se refiere a esto como «una de esas gloriosas traducciones erróneas, una traducción errónea que permitió a la Sra. Browning escribir uno de los poemas más tiernos en el idioma inglés», refiriéndose al poema de Elizabeth Barrett Browning, «The Sleep», que utiliza «He giveth his beloved Sleep» como la última línea. refiriéndose al poema de Elizabeth Barrett Browning El sueño, que utiliza «Él da a su amada el sueño» como último verso de cada estrofa.
Keil y Delitzsch (1883) toman שֶׁבֶת, «sentarse», como confirmación de la suposición, también sugerida por 1 Samuel 20:24, de que la costumbre de los hebreos antes del período helenístico era tomar sus comidas sentados, y no reclinados como era la costumbre grecorromana. 

## Usos

### Judaísmo
En el judaísmo, el Salmo 127 se recita en algunas comunidades como parte de la serie de salmos que se leen después del Shabat servicio de la tarde entre Sucot y Shabat HaGadol.
También se recita como una oración para la protección de un recién nacido.

### Iglesia católica
Desde la Alta Edad Media, este salmo se recitaba o cantaba tradicionalmente en el Oficio de Nonas durante la semana, concretamente desde el martes hasta el sábado entre el Salmo 126 y el Salmo 128, siguiendo la Regla de San Benito.  En los textos actuales de la Liturgia de las Horas, el salmo 127 se recita en las Vísperas del tercer miércoles del ciclo litúrgico de cuatro semanas. También se utiliza en las Segundas Vísperas en los textos comunes para las fiestas de la Santísima Virgen María y de todas las Santas Mujeres. Para facilitar la comprensión se le asigna a cada salmo un título en rojo (rúbrica) que no forma parte del salmo.
El título del Salmo 127 es El esfuerzo humano es inútil sin Dios.

### Iglesia Ortodoxa Copta
En el Agpeya, el Libro de Horas de la Iglesia Copta, este salmo se reza en el oficio de Vísperas y la segunda vigilia de la Oficio de medianoche.

### Protestantismo
El movimiento pro natalista Quiverfull invoca la última parte menos citada del salmo, los versículos 3-5, relativos a las bendiciones y ventajas de tener muchos hijos, como uno de los fundamentos de su postura y toma su nombre del último versículo («Dichoso el hombre que tiene su aljaba llena de ellos [es decir, de hijos]»). 

## Arreglos musicales

### En latín
El texto de la Vulgata del salmo Nisi Dominus se ha puesto en música muchas veces, a menudo como parte de los servicios de vespertinas. Las composiciones del período clásico utilizan el texto de la Vulgata Sixto-Clementina de 1592, que agrupa Cum dederit dilectis suis somnum («como da sueño a aquellos en quienes se deleita») con el versículo 3 en lugar del versículo 2 (a diferencia del texto de Jerónimo, y de la mayoría de las traducciones modernas, que agrupan la frase con el versículo 2). Entre las composiciones más destacadas se encuentran:
- Orlando di Lasso, motete a capela para cinco voces (publicado en 1562).[33]
- Hans Leo Hassler, motete a capella, publicado en Cantiones sacrae, 1591.
- Giovanni Matteo Asola, arreglo a capella publicado en 1599.
- «Nisi Dominus» de Monteverdi para coro a diez voces, parte de «Vespro della Beata Vergine» (1610).
- Alessandro Grandi, motete con trombones y bajo continuo, publicado en 1630.
- Francesco Cavalli, arreglo para cuatro partes y cuerdas, publicado en Musiche Sacre Concernenti, Venecia, (1656).
- Giovanni Giacomo Arrigoni, motete «Nisi Dominus», publicado en 1663
- Marc-Antoine Charpentier :
  - «Nisi Dominus», gran motete para solistas, coro, 2 instrumentos agudos y continuo H.150 (¿principios de 1670).
  - «Nisi Dominus», gran motete para solistas, coro y continuo H.160 - 160 a (¿principios de 1670).
  - «Nisi Dominus», motete para 3 voces, 2 instrumentos agudos y continuo H.231 (fecha desconocida).
- Biber, cantata para 2 voces, violín y b.c. (después de 1676).
- El Nisi Dominus de Haendel, que se cree que fue escrito para un oficio de vísperas en 1707.
- Henry Desmarest, gran motete «Nisi Dominus» (17..).
- Jan Dismas Zelenka, motete «Nisi Dominus» ZWV 92, c. 1726.
- Michel-Richard Delalande, gran motete «Nisi Dominus» S42 (1729).
- Jean-Joseph Cassanéa de Mondonville, gran motete «Nisi Dominus aedificavit» (1743).
- Antonio Vivaldi, dos arreglos, RV 608 para cuerdas y voz solista, y RV 803 para cuerdas y coro, descubiertos entre las obras sacras de Galuppi en la Biblioteca Estatal y Universitaria de Sajonia de Dresde en 2006. [34]

### En alemán
«Wo Gott zum Haus» es una paráfrasis métrica y rimada en alemán del salmo de Johann Kolross, musicada por Lutero (impreso en 1597) y por Hans Leo Hassler (c. 1607). Adam Gumpelzhaimer utilizó los dos primeros versos para un canon, Wo Gott zum Haus nicht gibt sein Gunst / So arbeit jedermann umsonst («Donde Dios no da su bendición a la casa / Allí trabaja cada hombre en vano»). Heinrich Schütz compuso una paráfrasis métrica del salmo, «Wo Gott zum Haus nicht gibt sein Gunst», SWV 232, para el Salterio Becker, publicado por primera vez en 1628; compuso Wo der Herr nicht das Haus bauet, SWV 400, en 1650.

### En inglés
- Florence Margaret Spencer Palmer (1900-1987) motete «Except the Lord Build the House»[35]

## Nisi Dominus Frustra
Nisi Dominus Frustra («Sin Dios, [es] en vano») es un lema popular derivado del primer versículo del salmo, como abreviatura de «Si el Señor no construye la casa, en vano trabajan los que la construyen». A menudo está inscrito en los edificios. Ha sido el lema del escudo de armas de la ciudad de Edimburgo desde 1647, y fue el lema del antiguo distrito metropolitano de Chelsea. Fue también el lema de los King's Own Scottish Borderers, y el lema de los Inglis de Cramond compartida con el obispo Charles Inglis y sus descendientes.

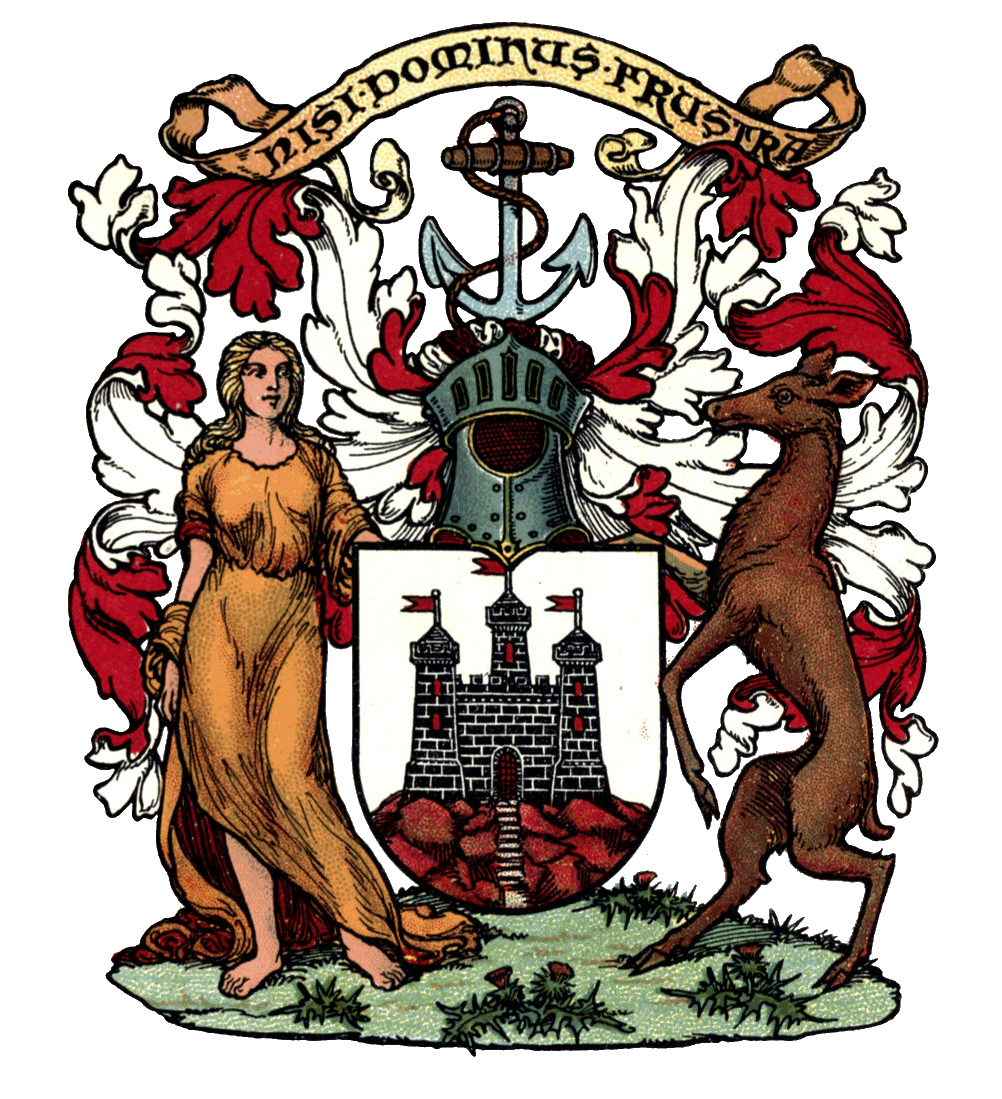
Escudo de armas de la ciudad de Edimburgo

Se ha adoptado como lema de numerosas escuelas en Gran Bretaña, entre ellas King Edward VI High School, Stafford, Melbourn Village College, Londres, y como insignia de la Glenlola Collegiate School en Irlanda del Norte.  Otras escuelas con este lema son St Joseph's College, Dumfries, Villa Maria Academy (Malvern, Pensilvania), Rickmansworth School (Nisi Dominus Aedificaverit), The Park School, Yeovil, Bukit Bintang Girls' School, Bukit Bintang Boys' Secondary School, St Thomas School, Calcuta, Kirkbie Kendal School, Richmond College, Galle, Mount Temple Comprehensive School, Dublín, Irlanda, Durban Girls' College, Durban, Sudáfrica, y Launceston Church Grammar School, Tasmania, Australia. 
La ciudad aquitana de Agen toma como lema el segundo versículo del salmo, «Nisi dominus custodierit civitatem frustra vigilat qui custodit eam»: «Si el Señor no vigila la ciudad, los centinelas vigilan en vano» (versículo 1a, versión NVI).
La Universidad Napier de Edimburgo, fundada en 1964, ha «secularizado» el lema de la ciudad a «Nisi sapientia frustra» («sin conocimiento/sabiduría, todo es en vano»).